# Albert Jakob Welti
 (août 2024).
Ne doit pas être confondu avec Albert Welti.
Albert Jakob Welti (né le 11 octobre 1894 à Zurich-Höngg, mort le 5 décembre 1965 à Amriswil) est un écrivain et peintre suisse.

## Biographie
Fils du peintre Albert Welti, Albert Jakob Welti étudie à l'académie des beaux-arts de Düsseldorf, Munich, Londres et Madrid. Il perd sa mère à 17 ans et son père l'année suivante. Un typhus grave dans les îles Baléares au début des années 1920 le pousse à se tourner vers l'écriture.
De retour en Suisse, il s'installe à Chêne-Bougeries. Maroto und sein König, sa première pièce écrite en 1922, est mise en scène en 1926. Il publie son premier roman, Wenn Puritaner jung sind, en 1941. Le deuxième, Martha und die Niemandssöhne, en 1948, montre une Genève politiquement et socialement très agitée.
Dans un certain nombre d'essais et discours, Welti fait allusion aux questions culturelles, littéraires et politiques de son temps. Sa dernière œuvre, Bild des Vaters, en 1962, est un portrait sensible de l'artiste qui se compare à son père.
Albert J. Welti est récompensé à plusieurs reprises par la Schweizerische Schillerstiftung, notamment pour l'ensemble de son œuvre théâtrale en 1954.
Albert J. Welti était un petit-fils de l'entrepreneur en transports Jakob Albert Welti-Furrer, un cousin d'Arthur Welti, un oncle de Philippe Welti et un grand-oncle au deuxième degré de Sophie Hunger.
En 2018, sa pièce Steibruch – zrugg us Amerika, qui traite la problématique des Suisses partis chercher fortune aux Amériques, mais contraints par la fortune de retourner au pays, est remise en scène par Livio Andreina. La pièce est un drame en dialecte suisse-allemand, en cinq actes, qui n'avait pas été rejoué depuis 1939. Le nouveau spectacle réunit quarante acteurs et figurants et est joué au théâtre du musée en plein air de Ballenberg. Le rôle principal est dévolu à Hanspeter Müller-Drossaart,.

### Source de la traduction
- (de) Cet article est partiellement ou en totalité issu de l’article de Wikipédia en allemand intitulé « Albert J. Welti » (voir la liste des auteurs).